# Ronciglione
Ronciglione är en ort och kommun i provinsen Viterbo i regionen Lazio i Italien. Kommunen hade 8 533 invånare (2018).